# Китимат-Стикин
Китимат-Стикин (англ. Kitimat-Stikine Regional District) — один из 29 региональных округов Британской Колумбии, Канада. На 2016 год в округе проживало 37 367 человек.
Китимат-Стикин был инкорпорирован как региональный округ 14 сентября 1967 года. Часть округа, включающая острова Бэнкс и Питт перешла в округ Скина-Куин-Шарлот в 1993 году. В 2007 году к территории округа было добавлено озеро Диз-Лейк. В функции округа входит местное администрирование территории более 100 000 км², включая планирование использования земель, водных ресурсов, пожарная безопасность и другие.

## Географическое положение
Площадь округа составляет 104 465 км². Китимат-Стикин находится на западе Канады. Он граничит с округами Норт-Кост на западе, Балкли-Нечако на востоке, Стикин на востоке и севере, Сентрал-Кост на юге.

## Население
По данным переписи 2016 года население Китимат-Стикина составляло 37 367 человек. В округе было 14 820 домашних хозяйств и 10 750 семей. Плотность населения составляла 0,4 человек на км². Население Китимат-Стикина с 2011 года изменилось на 6 человек — меньше 0,01 % (в среднем по провинции Британская Колумбия наблюдался прирост в 5,6 %). Для 84,1 % жителей округа родным языком был английский, 3,6 % указали родным один из языков коренного населения Канады, 1,6 % — немецкий, 2,3 % — португальский.
Население округа по возрастному диапазону по данным переписи 2016 года распределилось следующим образом: 18,5 % — жители младше 14 лет, 66,6 % — от 14 до 65 лет и 14,9 % — в возрасте 65 лет и старше. Средний возраст населения — 39,9 года, медианный возраст — 40,8 лет.
Из 14 820 домашних хозяйств 72,5 % представляли собой семьи: 58,5 % совместно проживающих супружеских пар (42,6 % — в браке, 15,9 % — в гражданском сожительстве); 9,8 % — женщины с детьми, проживающие без мужей и 4,1 % — мужчины с детьми, проживающие без жён. В среднем домашнее хозяйство ведут 2,5 человека, а средний размер семьи — 2,8 человека. Среди 30 470 человек старше 15 лет 58,0 % живут в паре (42,5 % — в браке, 15,5 % — в гражданском сожительстве), 27,7 % — никогда не были женаты.
В 2015 году медианный доход на семью оценивался в 87 801 $, на домашнее хозяйство — в 71 742 $. Доход на душу населения — 33 810 $ в год, при этом мужчины имели медианный доход в 43 136 долларов США в год против 27 490 долларов среднегодового дохода у женщин..
| 1981  | 1986  | 1996  | 1997  | 1998  | 1999  | 2000  | 2001  | 2002  | 2003  | 2004  | 2005  | 2006  | 2007  | 2011  | 2016  |
| ----- | ----- | ----- | ----- | ----- | ----- | ----- | ----- | ----- | ----- | ----- | ----- | ----- | ----- | ----- | ----- |
| 42400 | 39483 | 45365 | 45455 | 44642 | 43965 | 43273 | 42662 | 41948 | 41563 | 41390 | 40727 | 40262 | 39917 | 37361 | 37367 |

## Подразделения округа
Инкорпорированные населённые пункты:
- Китимат (город)
- Хазелтон (деревня)
- Китимат (окружной муниципалитет)
- Нью-Хазелтон (окружной муниципалитет)
- Стюарт (окружной муниципалитет)

Также округ включает в себя 28 индейских резервации. Остальная часть Китимат-Стикина разделена на 6 избирательных округов.